# Gemeentehuis van Gooise Meren
Het Gemeentehuis van Gooise Meren is gelegen aan de Brinklaan in Bussum. Bussum maakt deel uit van de Noord-Hollandse gemeente Gooise Meren. Op deze locatie bevond zich tot 1939 de Haven van Bussum. De haven is in 1939 gedempt. Oorspronkelijk was dit het gemeentehuis voor alleen de gemeente Bussum.
Tegenover het raadhuis aan de Brinklaan staat de monumentale Koepelkerk, met de aanwezigheid waarvan in het ontwerp van het gemeentehuis rekening is gehouden. In 1991 werd ten zuiden van het gemeentehuis het appartementencomplex Palladio gebouwd, met een passage richting het Wilhelminaplein.
Tussen 2001 en 2010 is aan de noordzijde het project Landstraat-Noord gerealiseerd, waarmee het gemeentehuis uit zijn decennialange isolement verlost werd.

## Ontwerp
Het gebouw in functionele stijl, opgetrokken in lichtgrijze natuursteen, waarmee het een beton-achtige indruk maakt, is een ontwerp van prof. ir. C. Wegener Sleeswijk en zijn compagnon ir. S.J.S. Wichers (1919 - 1993). De bouw werd tussen 1958 en 1974 in twee fasen uitgevoerd. De opening door Minister van Binnenlandse Zaken Edzo Toxopeus had plaats op 11 september 1961, de klokkentoren met carillon dateert uit 1974. De bestuursvleugel (haaks op de Brinklaan) dateert van 1974.

## Verbouwing
Na de fusie van de gemeente Bussum, Naarden en Muiden is het gemeentehuis in 2017 grondig verbouwd om weer te voldoen aan de huidige tijd. Er werd op een andere plek de hoofdingang gemaakt, tevens verdween de eerdere kleine ingang. In 2021 fase heeft het voorplein ook een functionele facelift gekregen.

## Varia
Het gemeentehuis werd als decor gebruikt door Van Kooten en De Bie, als gemeentehuis van de fictieve gemeente Juinen.

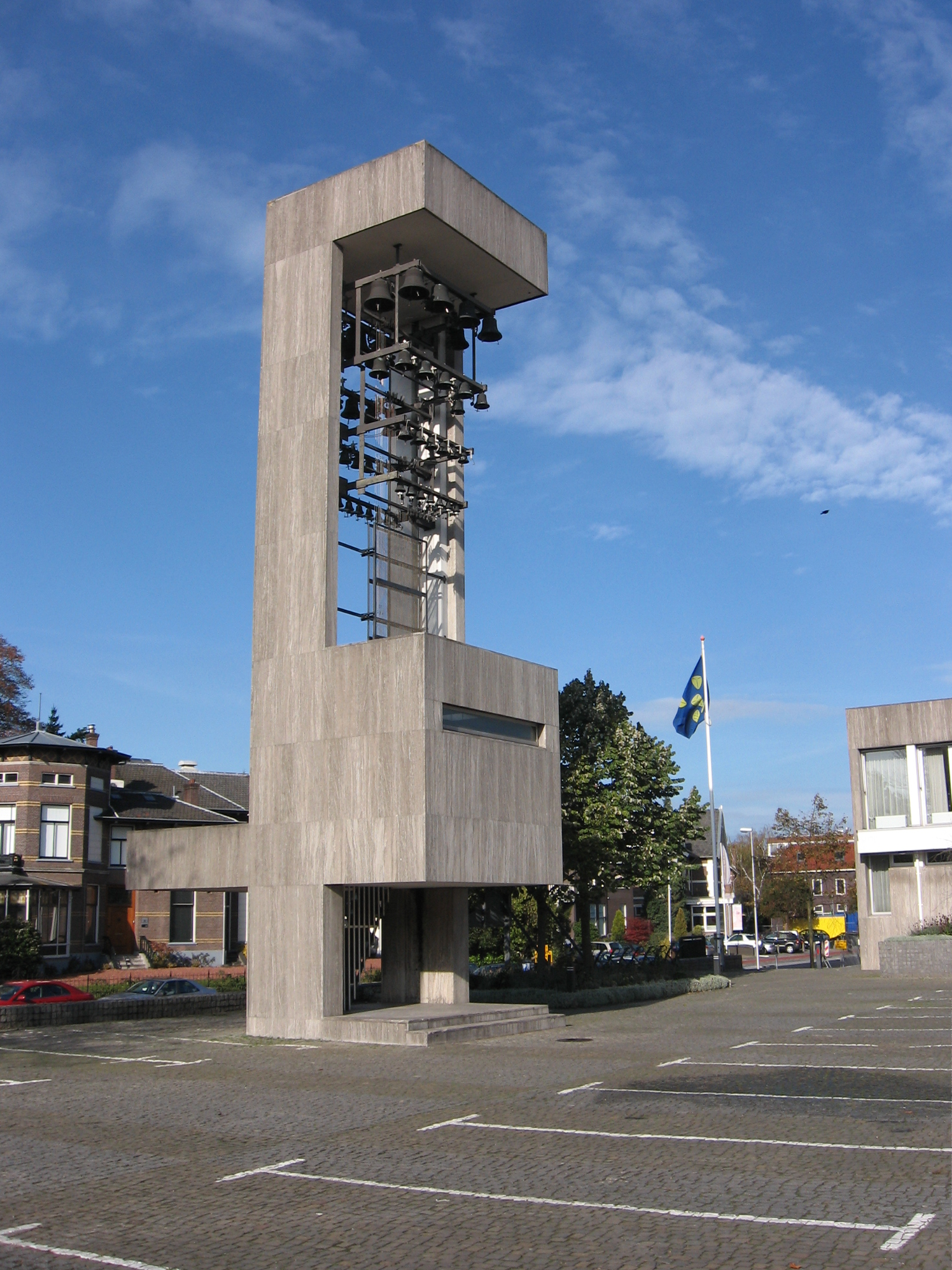
Klokkentoren
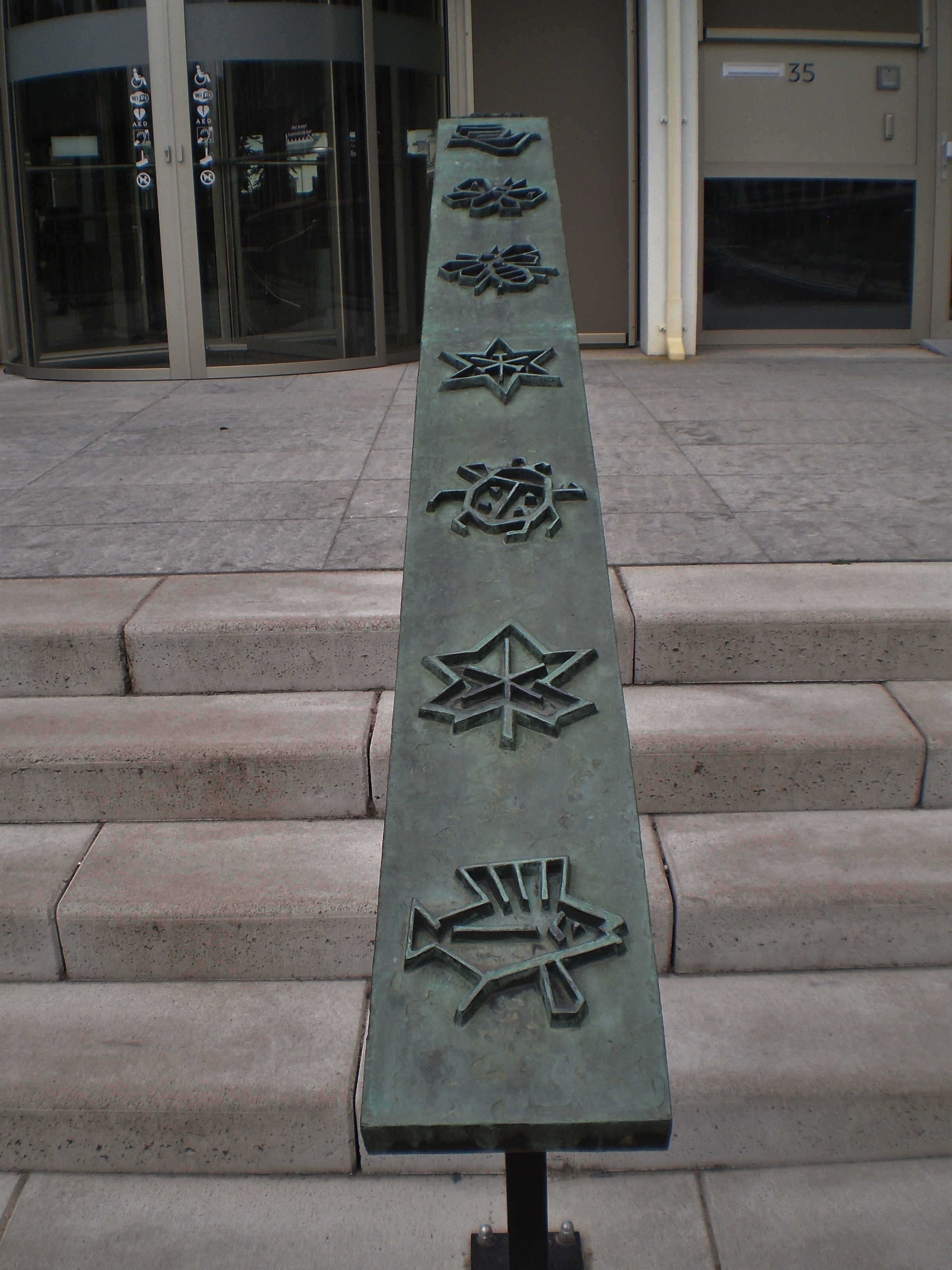
Trapleuning
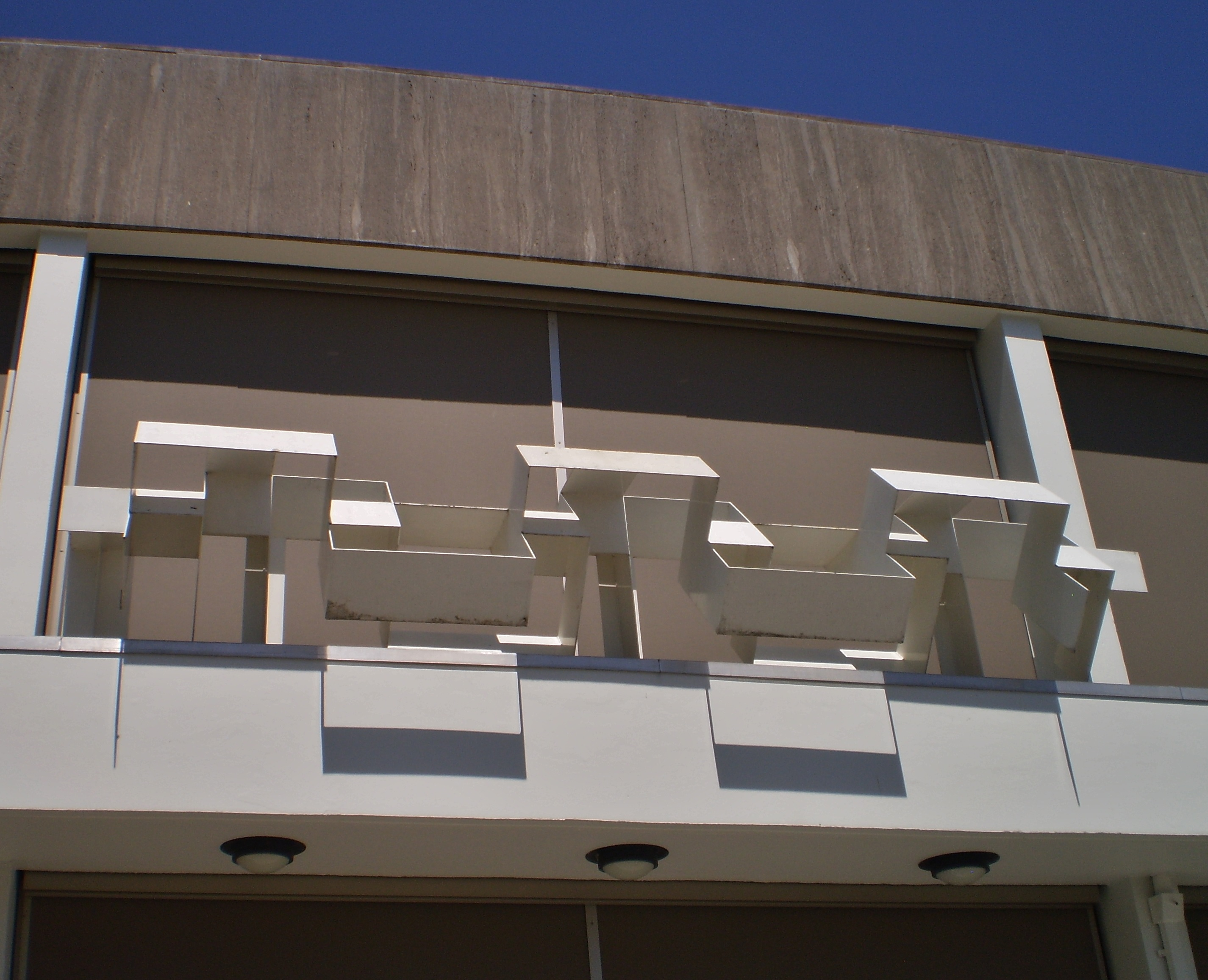
Entree
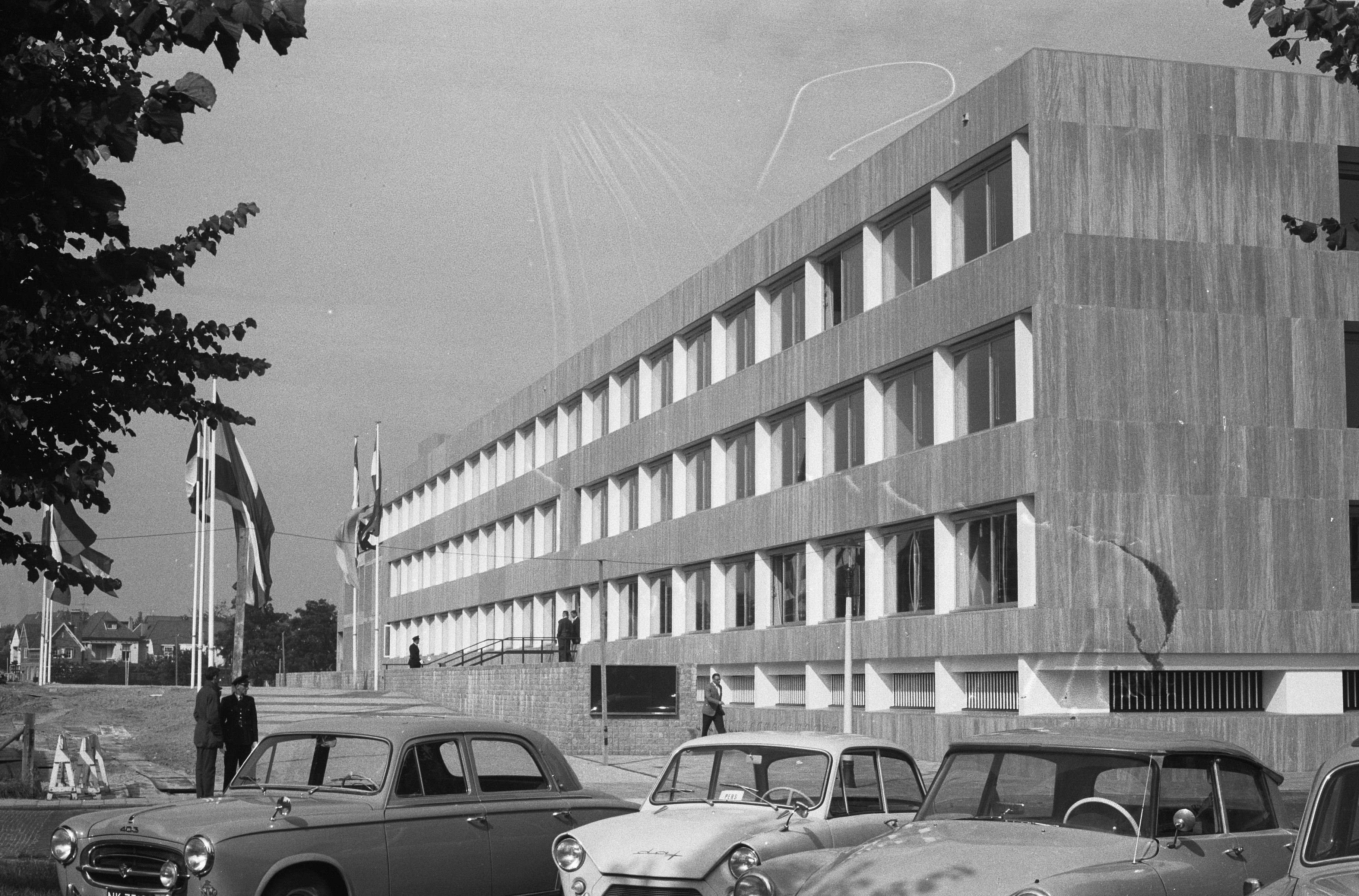
Opening in 1961
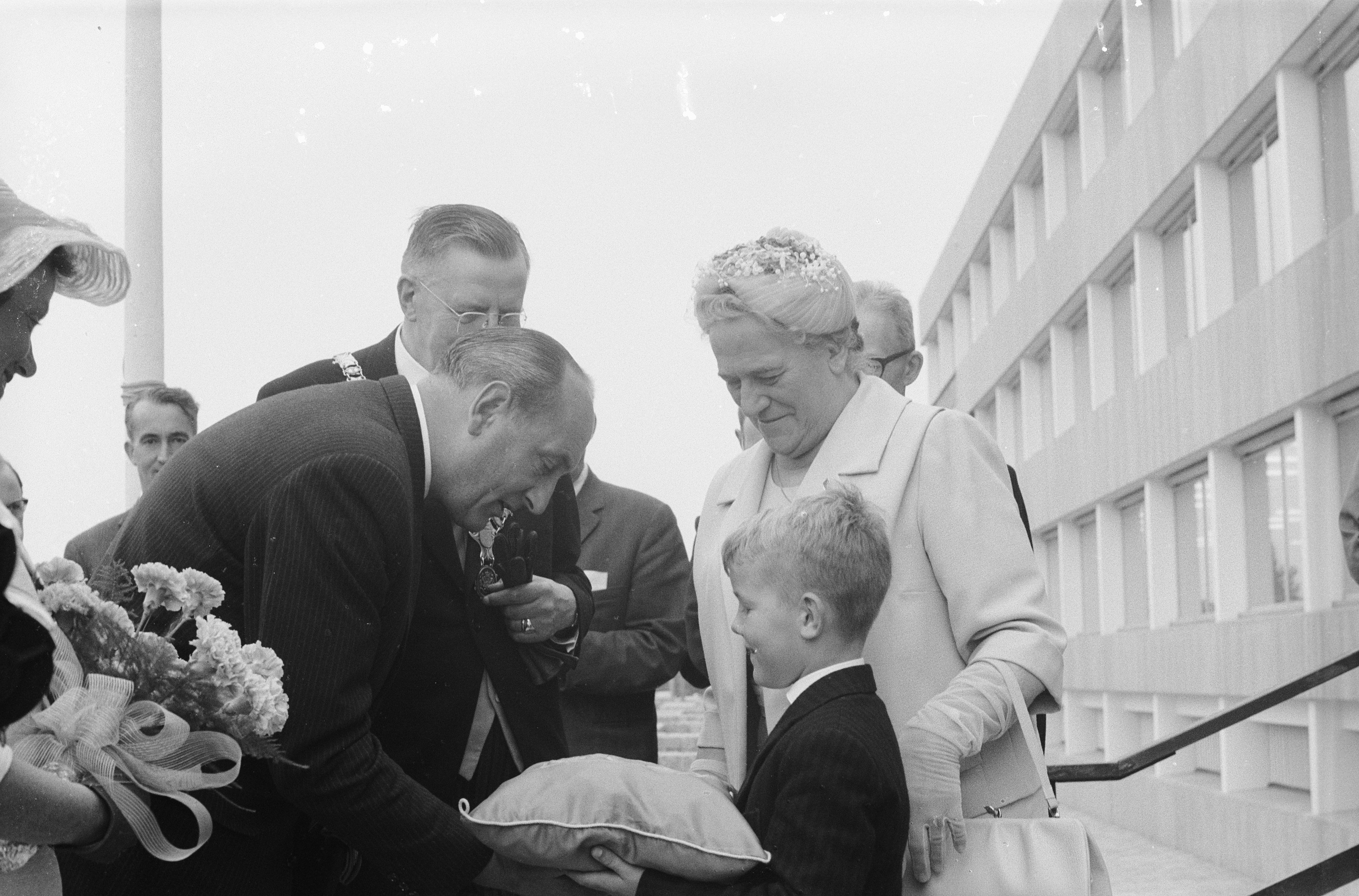
Opening

1. ↑  Appartementen complex Palladio. Gearchiveerd op 26 januari 2022. Geraadpleegd op 26 januari 2022.
2. ↑  Gemeentehuis Gooise Meren. Gearchiveerd op 26 januari 2022. Geraadpleegd op 26 januari 2022.
3. ↑  Verbouwing Gemeentehuis Gooise Meren. Gearchiveerd op 26 januari 2022. Geraadpleegd op 26 januari 2022.
4. ↑  Facelift plein Gemeentehuis Gooise Meren. Gearchiveerd op 26 januari 2022. Geraadpleegd op 26 januari 2022.